# Victor Mortet
Victor Mortet, né à Nancy le 27 janvier 1855 et mort à Neuilly-sur-Seine le 15 janvier 1914 est un bibliothécaire et archiviste français.

## Biographie
Tout comme son frère aîné, Charles Mortet, Victor Mortet fut élève de l'École nationale des chartes, dont il sortit en 1880. Après avoir occupé le poste d'archiviste de l'Aude, il rejoignit son frère à la bibliothèque universitaire de Bordeaux, avant de devenir bibliothécaire en chef de l'établissement.
Puis en 1888, il fut nommé au service des périodiques de la Sorbonne.

## Publications

### Ouvrages
- Étude historique et archéologique sur la cathédrale et le palais épiscopal de Paris du VIe au XIIe siècle, Alphonse Picard libraire-éditeur, Paris, 1888 (lire en ligne)
- Recueil de textes relatifs à l'histoire de l'architecture et à la condition des architectes en France au Moyen Âge, Alphonse Picard et fils éditeurs, Paris, 1911, tome 1, XIe – XIIe siècles (lire en ligne)
- avec Paul Deschamps, Recueil de textes relatifs à l'histoire de l'architecture et à la condition des architectes en France, au Moyen Âge, Alphonse Picard éditeur, Paris, 1929, tome 2, XIIe – XIIIe siècles ; 407p.

### Articles
- avec Justin Bellanger, « Un très ancien devis français. Marché pour la reconstruction de l'église des Cordeliers de Provins (1284) », dans Bulletin Monumental, 1897, tome 62, no 3, p. 232-243, no 4, p. 397-420
- « Étude archéologique sur l'église abbatiale Notre-Dame d'Alet (Languedoc, Aude) », dans Bulletin Monumental, 1898, tome 63, p. 97-126, p. 513-533
- « Les piles gallo-romaines et les textes antiques de bornage et d'arpentage », dans Bulletin Monumental, 1898, tome 63, p. 534-550 (lire en ligne)
- « Note sur l'architecte de l'église des Cordeliers de Paris au XIIIe siècle », dans Bulletin Monumental, 1899, tome 64, p. 70-72 (lire en ligne)
- « Anciens marchés et devis languedociens (XIIIe – XIVe siècles) », dans Bulletin Monumental, 1899, tome 64, p. 437-457 (lire en ligne)
- «L'âge des tours et la sonnerie de Notre-Dame de Paris au XIIIe siècle et dans la première partie du XIVe », dans Bulletin Monumental, 1903, tome 67, p. 34-63 (lire en ligne)
- « L’ancien niveau de Notre-Dame de Paris et les portes secondaires de la façade méridionale (XIIe – XIVe siècles) », dans Bulletin Monumental, 1904, tome 68, p. 149-159 (lire en ligne)
- « La loge aux maçons et la forge de Notre-Dame de Paris (XIIIe siècle) », dans Bulletin Monumental, 1904, tome 68, p. 373-376 (lire en ligne)
- « La maîtrise d'œuvre dans les grandes constructions du XIIIe siècle et la profession d'appareilleur », dans Bulletin Monumental, 1906, tome 70, p. 263-270 (lire en ligne)
- « Note sur Geoffroi et Jean de Gisors, maîtres charpentiers des œuvres royales, au commencement du XIVe siècle », dans Bulletin Monumental, 1907, tome 71, p. 89-91 (lire en ligne)
- « Un formulaire du VIIIe siècle pour les fondations d'édifices et de ponts, d'après des sources d'origine antique. Nouvelle édition critique », dans Bulletin Monumental, 1907, tome 71, p. 442-465 (lire en ligne)
- « Le sens du mot Abside », dans Bulletin Monumental, 1908, tome 72, p. 162-166 (lire en ligne)
- « Lexicographie archéologique », dans Bulletin Monumental, 1912, tome 76, p. 540-555 (lire en ligne)
- « Lexicographie archéologique. Origine du mot : transept », dans Bulletin Monumental, 1913, tome 77, p. 265-281 lire en ligne)